# Ádám Steinmetz
Ádám Steinmetz (Budapeste, 11 de agosto de 1980) é um jogador de polo aquático húngaro, campeão olímpico.

## Carreira
Ádám Steinmetz fez parte do elenco campeão olímpico de 2004.